# ری ویلیام جانسون
ری ویلیام جانسون (انگلیسی: Ray William Johnson؛ زادهٔ ۱۴ اوت ۱۹۸۱) کمدین، کارگردان فیلم، تهیه‌کننده فیلم، فیلم‌نامه‌نویس و رَپر اهل ایالات متحده آمریکا است. شهرت او به واسطهٔ کانالش در یوتیوب و مجموعه اینترنتی است که در آن ارائه می‌کند.
از فیلم‌ها یا مجموعه‌های تلویزیونی که وی در آن‌ها نقش داشته‌است می‌توان به نبردهای حماسی تاریخی رپ و پرتقال میوه آزار اشاره نمود.